# Samorząd zawodu służby publicznej
Samorząd zawodu służby publicznej – ustawowe struktury środowiskowo-opiniodawcze powołane w strukturach władzy sądowniczej i prokuratury dla niektórych urzędów/organów/stanowisk traktowanych jednocześnie jako zawody, stanowiące namiastkę ich samorządności. Do urzędów/organów/stanowisk tych należą:
- sędzia (i asesor sądowy)
- prokurator (i asesor prokuratury); patrz: Krajowa Rada Prokuratorów przy Prokuratorze Generalnym
- referendarz sądowy
- kurator sądowy
- ławnik w sądzie powszechnym, Sądzie Najwyższym lub izbie morskiej
- ekspert (i asesor ekspercki) Urzędu Patentowego Rzeczypospolitej Polskiej.

Struktur takich nie powołano natomiast dla radców Prokuratorii Generalnej RP, legislatorów, asystentów sędziów, asystentów prokuratorów, aplikantów sędziowskich, prokuratorskich, referendarskich, kuratorskich, legislacyjnych i eksperckich, tłumaczy przysięgłych, doradców restrukturyzacyjnych, mediatorów, czy ławników w sądach wojskowych.

## Charakterystyka
Grupują one wyłącznie określone osoby zatrudnione w hierarchicznych strukturach państwowych i są ich integralną częścią podporządkowaną Ministrowi Sprawiedliwości, nieposiadającą osobowości prawnej, odrębności organizacyjnej ani niezależności finansowej. z wyjątkiem prokuratorów oraz kuratorów sądowych nie wyłaniają też organów władz krajowych. Stanowią zaledwie środowiskowo-opiniodawczą reprezentacją danej grupy zawodowej niemającą w odniesieniu do tej grupy jakichkolwiek atrybutów władzy, a wyrażającą jedynie jej wspólny głos w ramach instytucji odpowiednio wymiaru sprawiedliwości lub prokuratury i utrzymywaną z budżetu tych instytucji. Formą i uprawnieniami przypominają bardziej samorząd załogi przedsiębiorstwa państwowego, tyle że ograniczony do konkretnego urzędu/organu/stanowiska traktowanego jednocześnie jako zawód  Z powyższych względów nie można w ich przypadku mówić o wyposażeniu w atrybuty niezależności samorządowej ani narzędzia niezbędne dla sprawowania pieczy nad zawodem, toteż niezależnie od  ceremonialnego tytułu samorządu, nie są one samodzielnymi samorządami zawodów zaufania publicznego w rozumieniu art. 17 ust. 1 Konstytucji RP, a powołane dla nich organy zwane samorządowymi mają co najwyżej status „innego rodzaju samorządu” w rozumieniu art. 17 ust. 2 oraz organizacji zawodowej w rozumieniu art. 191 ust. 1 pkt 4 Konstytucji RP.